# バチカン宮殿

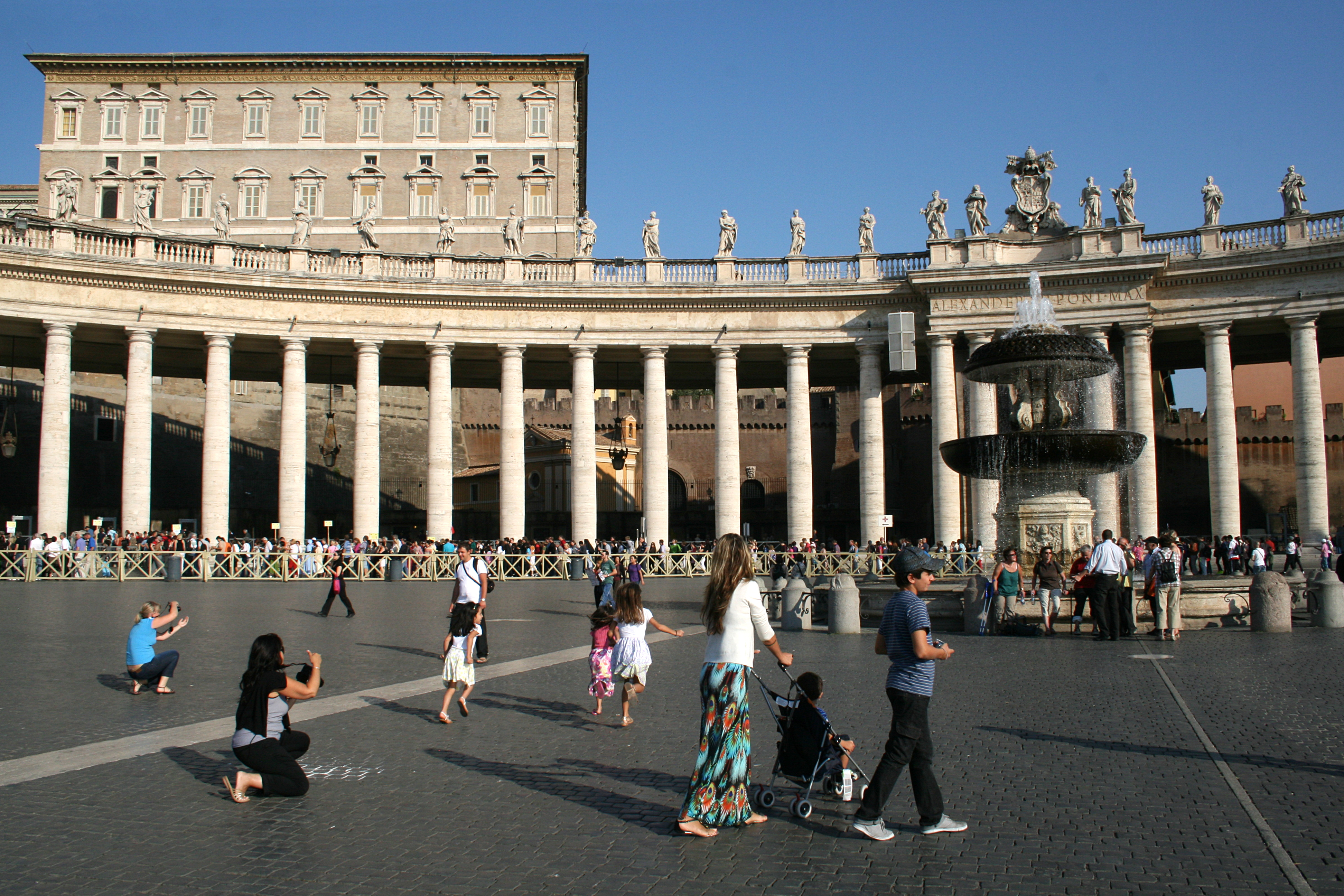
サン・ピエトロ広場から眺めたバチカン宮殿

バチカン宮殿（バチカンきゅうでん、Palazzi Apostolici, Palazzi Vaticaniとも）は、バチカン市国内のサン・ピエトロ大聖堂に隣接するローマ教皇の住居である。

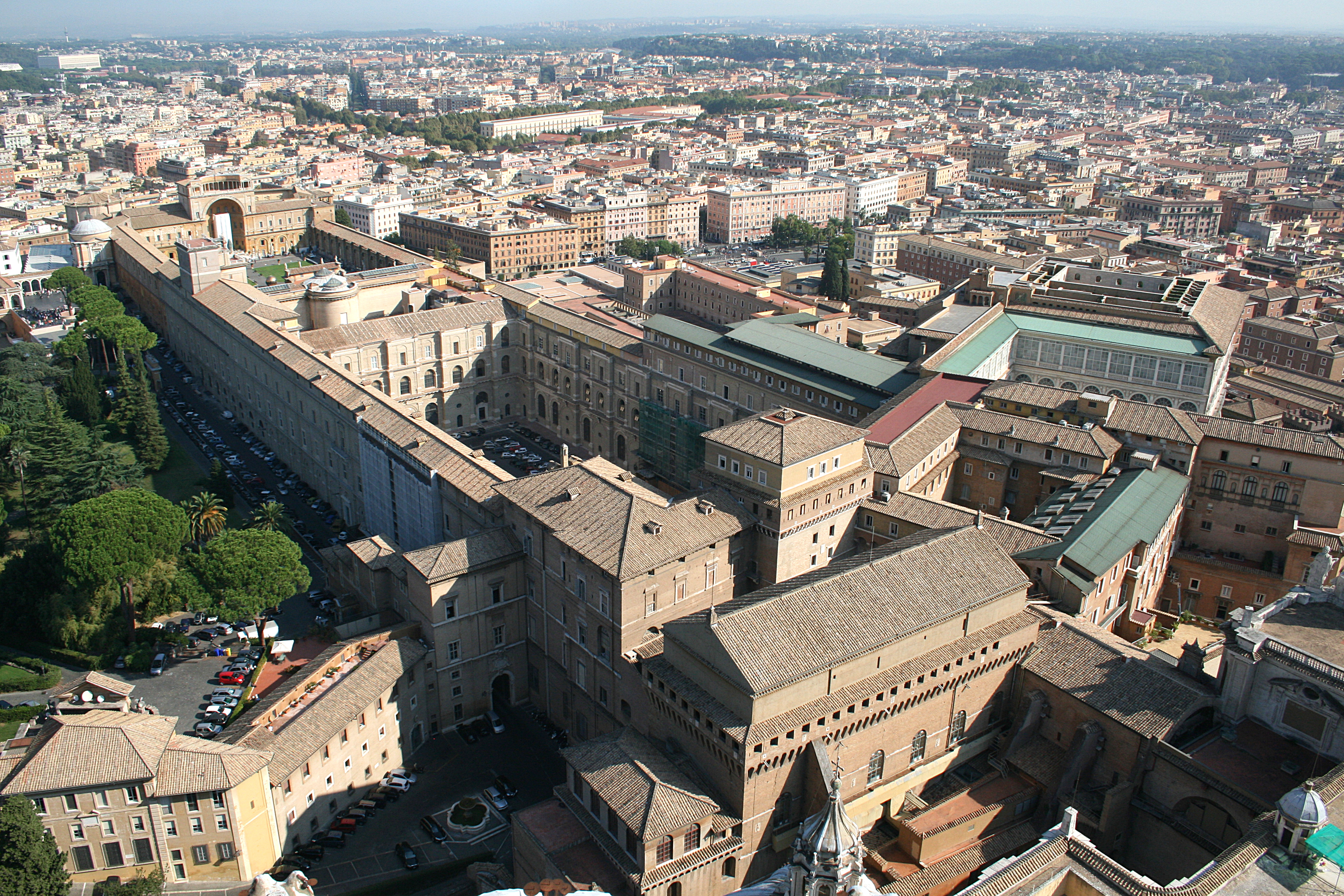
上空から撮影
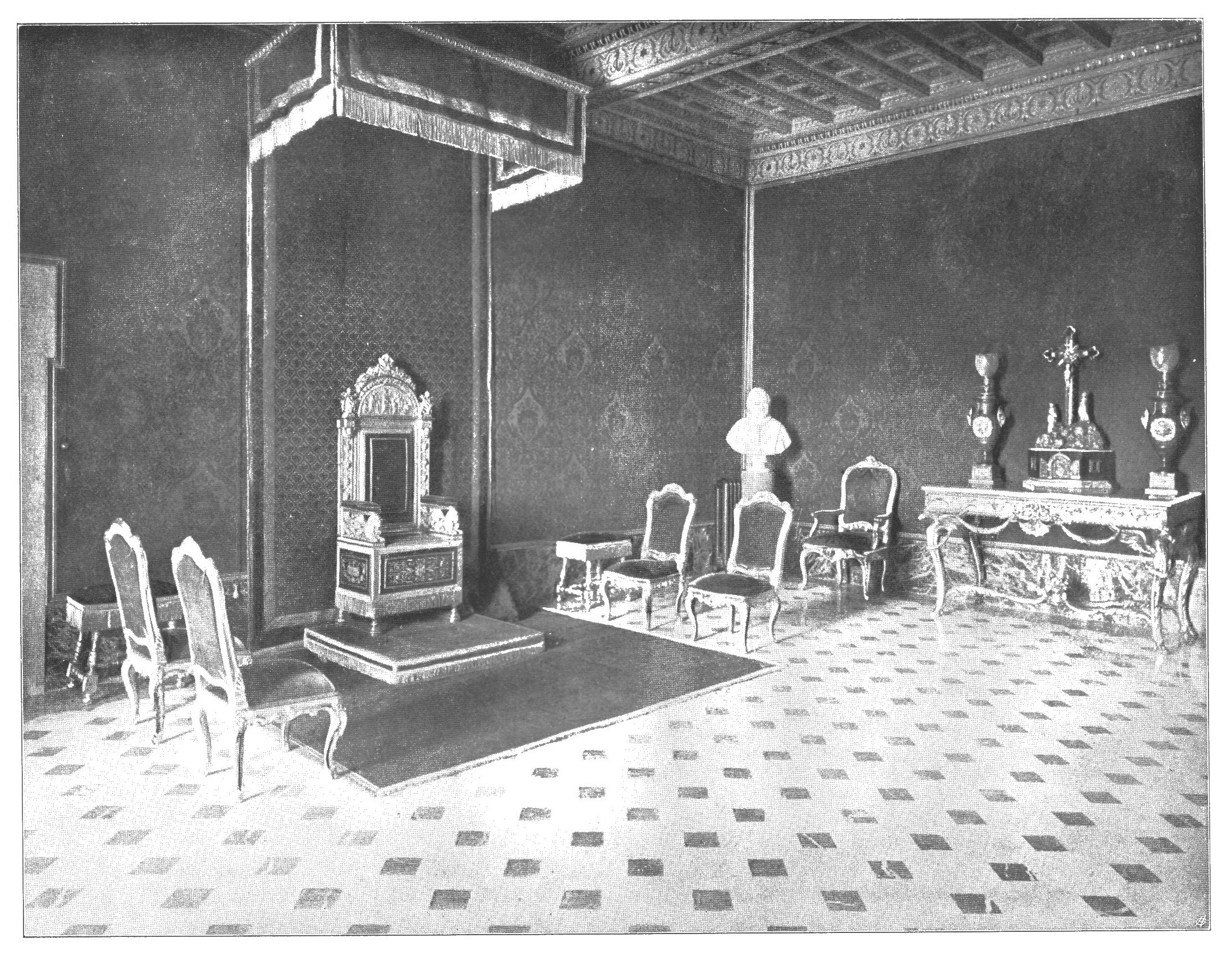
内部の玉座
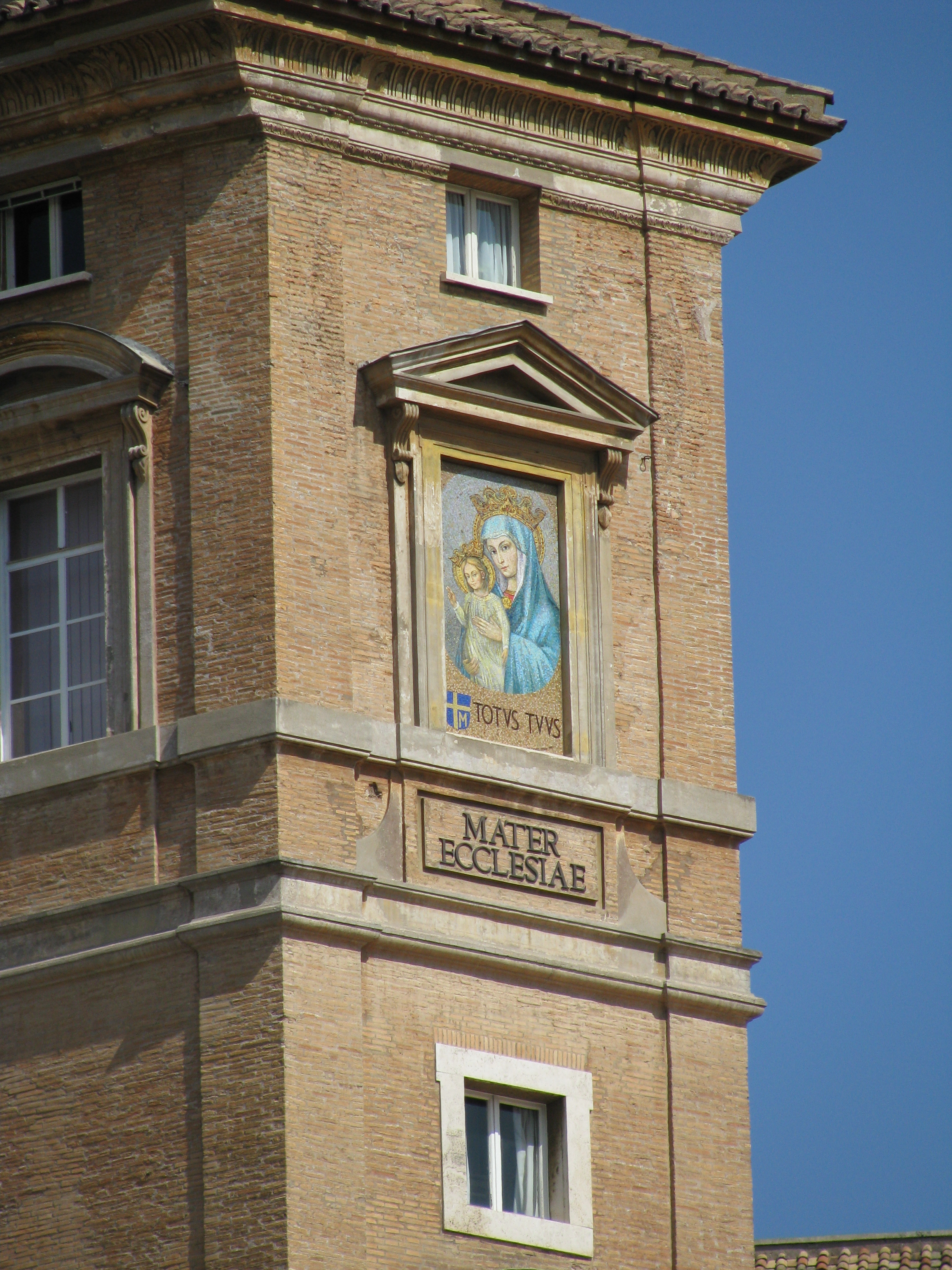
バチカン宮殿の壁に描かれているイコン画

当初、バチカンには、サン・ピエトロ大聖堂に隣接して修道院、巡礼者の宿泊施設、教皇の休憩用の邸宅程度しかなかった。アヴィニョン捕囚以前の教皇の住居はラテラノ宮殿に置かれていた（サン・ジョバンニ・イン・ラテラノ大聖堂の項目を参照）。
カール大帝やオットー2世がバチカン宮殿に滞在していることから、その当時には一定の規模になっていたと考えられる。また、教皇インノケンティウス3世（1198年 - 1216年）やボニファティウス8世（1235年 - 1303年）などが増築を行っている。
アヴィニョン捕囚の後、バチカン宮殿は教皇の住居になった（当時の教皇ニコラウス5世（1455年 - 1458年）による建物が現存しているという）。1583年にクイリナーレ宮殿が竣工すると、バチカン宮殿は教皇の住居の座をクイリナーレ宮殿に譲るが、それ以降も度々増築され、図書館、システィーナ礼拝堂、博物館施設などが建てられた。博物館を一般に公開するようになるのは18世紀中期以降で、展示内容・施設は徐々に充実されていった。
イタリア統一運動（リソルジメント）を背景とした1870年の教皇領消滅によって、翌1871年より、教皇は再びバチカン宮殿に住居を移した。
バチカン博物館（Musei Vaticani、バチカン美術館とも）として、ラファエロが天井画・壁画を描いた「署名の間」（ラファエロの間）や、ルネサンス・バロック期の作品を集めた絵画館、古代ギリシャ・ローマの美術コレクションを集めたピオ・クレメンテ美術館などが公開されている。
現在、教皇の住居になっているのは、16世紀のシクストゥス5世による建物、また、教皇が謁見を行う広間は20世紀に建てられたものである。これらはもちろん非公開であるが、多くの部屋は謁見に供されることから、中の様子は比較的知られている。「謁見の間」にはペリクレ・ファッツィーニが製作した彫刻「キリストの復活」があり、その製作にはファッツィーニの助手の杭谷一東も参加した。
なお2013年に就任したフランシスコは大聖堂の南西にあるサン・マルタ館に居住し、当宮殿は外国首脳との謁見といった公務用途のみで利用していたが、2025年に就任した教皇レオ14世は再びバチカン宮殿で居住することになった。